# Drapeau du Dakota du Nord
Le drapeau du Dakota du Nord (en anglais : Flag of North Dakota) est le drapeau officiel de l'État américain du Dakota du Nord.

## Histoire

Drapeau du gouverneur.

Le drapeau est presque la copie exacte de la bannière portée par les troupes du contingent de l'État durant la guerre américano-philippine, conservé au North Dakota Heritage Center, à Bismarck, capitale de l'État, à l'exception que la mention « 1st North Dakota Volunteers » est remplacée par « North Dakota » en lettres capitales. Il est adopté par l'Assemblée législative du Dakota du Nord le 3 mars 1911, puis rendu légal par la signature du gouverneur John Burke, bien que les couleurs n'aient pas été spécifiées à ce moment-là. Le drapeau est par la suite adapté en 1943 pour correspondre au dessin de la bannière de la guerre américano-philippine.
Les proportions officielles du drapeau sont de 33:26, ce qui est nettement plus court que les autres drapeaux. Toutefois, pour des raisons pratiques, il est souvent produit et vendu en proportions 5:3.